# William Kitchiner
William Kitchiner M.D. (1775–1827) est un opticien anglais, inventeur de télescopes, musicien amateur et cuisinier exceptionnel. Son nom était devenu un mot d'usage courant au  XIXe siècle, et son Cook’s Oracle fut un succès de librairie en Angleterre et aux États-Unis. Contrairement à la plupart des écrivains culinaires de l'époque, il cuisinait lui-même, faisait la vaisselle ensuite, et exécutait toutes les tâches domestiques à propos desquelles il écrivait. Il voyageait avec son portable cabinet of taste, une armoire pliante contenant ses moutardes et ses sauces. Il est aussi le créateur de la sauce Wow-Wow.

## The Cook's Oracle
Le titre complet de l'ouvrage est Apicius Redivivus, or the Cook's Oracle (Apicius Redivivus, or l'Oracle du cuisinier). Il est également répertorié comme « The Cook's Oracle: Containing receipts for plain cookery on the most economical plan for private families, etc. » (L'Oracle du cuisinier : recettes de cuisine simple sur le plan le plus économique pour les familles, etc.  Il comprend onze recettes de ketchup, dont deux pour chaque ketchup de champignons, noix et tomates, et une pour chaque ketchup de concombre, huîtres, coques et moules.
Le livre contient ce qui pourrait être l'une des premières références aux chips, dans une recette de « Potatoes fried in Slices or Shavings » (pommes de terre frites en tranches ou en copeaux), qui consiste à « éplucher de grosses pommes de terre, les couper en tranches d'environ un quart de pouce d'épaisseur, ou les couper en copeaux en rond, comme on le ferait pour peler un citron ; les sécher soigneusement dans un linge propre, et les faire frire dans du saindoux ou de la graisse de bœuf »,.

## Autres œuvres
- The Invalid’s Oracle
- The Housekeeper's Ledger
- The Traveller's Oracle
- The Art of Invigorating and Prolonging Life
- Horse and Carriage Keeper's Guide
- The Pleasures of Making a Will
- The Sea Songs of Charles Dibdin, ed.